# Tiszacsermely, Borsod-Abaúj-Zemplén
Tiszacsermely este un sat în districtul Cigánd, județul Borsod-Abaúj-Zemplén, Ungaria, având o populație de 628 de locuitori (2011). 

## Demografie
Componența etnică a satului Tiszacsermely
     Maghiari (70,6%)
     Romi (29,4%)
Componența confesională a satului Tiszacsermely
     Romano-catolici (28,5%)
     Reformați (27,71%)
     Fără religie (23,09%)
     Greco-catolici (2,23%)
     Necunoscută (18,47%)
     Alte religii (2,07%)
Conform recensământului din 2011, satul Tiszacsermely avea 628 de locuitori. Din punct de vedere etnic, majoritatea locuitorilor (70,6%) erau maghiari, cu o minoritate de romi (29,4%). Nu există o religie majoritară, locuitorii fiind romano-catolici (28,5%), reformați (27,71%), persoane fără religie (23,09%) și greco-catolici (2,23%). Pentru 18,47% din locuitori nu este cunoscută apartenența confesională.